# Fredonia (wieś w stanie Wisconsin)
Fredonia – wieś w Stanach Zjednoczonych, w stanie Wisconsin, w hrabstwie Ozaukee.